# Puerta Chica
Puerta Chica är en ort i Mexiko.   Den ligger i kommunen Parácuaro och delstaten Michoacán de Ocampo, i den södra delen av landet, 300 km väster om huvudstaden Mexico City. Puerta Chica ligger 849 meter över havet och antalet invånare är 272.
Terrängen runt Puerta Chica är huvudsakligen kuperad, men västerut är den bergig. Runt Puerta Chica är det ganska glesbefolkat, med 48 invånare per kvadratkilometer. Närmaste större samhälle är Apatzingán, 19,4 km sydväst om Puerta Chica. I omgivningarna runt Puerta Chica växer huvudsakligen savannskog.